# 策璘納木札勒
策璘納木札勒（1767年—1792年），清代卫拉特蒙古土尔扈特贵族。
他是渥巴锡的长子。乾隆三十九年（1774年），渥巴锡死后，乾隆帝命他袭封为札萨克卓哩克图汗，当时才八岁。1775年，出任旧土尔扈特部乌讷恩素珠克图盟盟长。乾隆五十七年（1792年）策璘納木札勒去世，其子霍绍齐袭封。